# Orazio Bassani
Orazio Bassani  (también Oratio Bassani, Orazio della Viola (Cento, Ferrara antes de 1570 - Parma 1615) fue un compositor e intérprete de viola da gamba italiano . Fue reconocido por sus adornos instrumentales de madrigales, varios de los cuales se conservan en manuscritos Fue contemporáneo de Fabrizio Dentice y tío de Francesco María Bassani.
Conocido como un virtuoso de la viola da gamba, fue músico en la corte de los Farnesio, principalmente en Parma, pero también en Bruselas(entre 1585 y 1586) y Roma  (1599 a 1609). Tuvo un hermano violinista, Cesare Bassani. padre de Francesco María Bassani, también músico. 
Fue miembro de la Accademia degli Intrepidi de Ferrara a partir de 1586.